# Harmothoe triannulata
Harmothoe triannulata är en ringmaskart som beskrevs av Moore 1910. Harmothoe triannulata ingår i släktet Harmothoe och familjen Polynoidae. Inga underarter finns listade i Catalogue of Life.